# 蒂胡
蒂胡（Tihu），是印度阿萨姆邦Nalbari县的一个城镇。总人口4301（2001年）。

## 人口
该地2001年总人口4301人，其中男性2269人，女性2032人；0—6岁人口425人，其中男221人，女204人；识字率78.68%，其中男性为82.15%，女性为74.80%。